# Frank Sander (Rechtswissenschaftler)

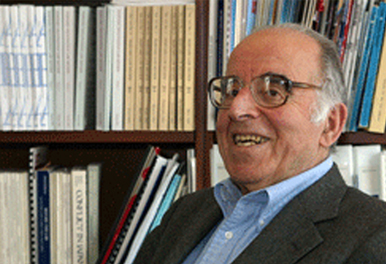
Frank Sander

Frank E. A. Sander, vollständig Frank Ernest Arnold Sander (geboren 22. Juli 1927 in Stuttgart; gestorben 25. Februar 2018 in Concord) war ein deutschamerikanischer Rechtswissenschaftler.

## Leben
Frank Ernest Arnold Sander war ein Sohn des Rudolf Sander und der Alice Epstein. Er emigrierte im Dezember 1938 nach Großbritannien und kam 1940 in die USA. Sander war 1946/47 Soldat der US-Army. Er studierte 1949 Mathematik am Harvard College und Jura an der Harvard Law School, machte 1952 einen LL.B. und erhielt eine Zulassung als Rechtsanwalt in Massachusetts und zum US Supreme Court. Er wirkte als Jurist 1952 bei Richter Calvert Magruder, 1953 bei Felix Frankfurter, 1954 bis 1956 als Steuerrechtler beim Justizministerium und danach bis 1959 bei der Sozietät Hill and Barlow in Boston. Danach ging er an die Harvard Law School, an der er ab 1962 als Professor wirkte, bis er 2006 emeritiert wurde. Sander war dort von 1987 bis 2000 Associate Dean.
Sander war ein Pionier der Alternative Dispute Resolution und befasste sich mit den Auswirkungen des Steuerrechtsystems auf die Familienpolitik.
Er heiratete 1958 und hatte drei Kinder aus dieser Ehe.

## Schriften (Auswahl)
- Frank E. Sander, Frederick E. Snyder: Alternative methods of dispute settlement : a select bibliography. Washington, D.C.: American Bar Association, 1979
- Stephen B. Goldberg, Eric D. Green, Frank E. A. Sander: Dispute resolution. Boston : Little, Brown and Co., 1985